# Króksfjarðarnes
Króksfjarðarnes est une localité islandaise de la municipalité de Reykhólahreppur située au nord-ouest de l'île.